# Alfabet basc
L'alfabet basc és un alfabet llatí que s'utilitza per escriure la llengua basca. Consta de 27 lletres.

## Llista de lletres
Les lletres de l'alfabet basc són les 26 lletres de l'alfabet llatí bàsic ISO més ⟨ñ⟩ (i ⟨ç⟩, com a variant de ⟨c⟩).
Aquesta és la llista completa, més els fonemes corresponents en l'IPA:
| Lletra | Nom en basc                             | Pronunciació       |
| --- | --------------------------------------- | ------------------ |
| A | a                                       | /a/                |
| B | be                                      | /b/, [β̞]           |
| C | ze* (i la seva variant <Ç> ze hautsia*) | /s/, /k/           |
| D | de                                      | /d̪/, [ð̞]           |
| E | e                                       | /e/                |
| F | efe                                     | /f/                |
| G | ge                                      | /ɡ/, [ɣ̞]           |
| H | hatxe                                   | ∅, /ɦ/             |
| I | i                                       | /i/, /i̭/           |
| J | jota                                    | /j/, /x/, /ʝ/, /ɟ/ |
| K | ka                                      | /k/                |
| L | ele                                     | /l/                |
| M | eme                                     | /m/                |
| N | ene                                     | /n/                |
| Ñ | eñe                                     | /ɲ/                |
| O | o                                       | /o/                |
| P | pe                                      | /p/                |
| Q | ku*                                     | /k/                |
| R | erre                                    | /r/, /ɾ/           |
| S | ese                                     | /s̺/                |
| T | te                                      | /t̪/                |
| U | u                                       | /u/, /u̯/           |
| V | uve*                                    | /b/, [β̞]           |
| W | uve bikoitza*                           | /u̯/                |
| X | ixa                                     | /ʃ/                |
| Y | i grekoa*                               | /i/, /i̭/, /j/      |
| Z | zeta                                    | /s̻/                |
| * Tot i que <<c, ç, q, v, w, y>> tradicionalment no s'usen en les paraules basques, es van incloure en l'alfabet basc per escriure préstecs lingüístics. |                                         |                    |

La lletra hatxe es pronuncia només al nord-oest del País Basc.

Pronunciacions de la lletra jota.

Totes les lletres i els dígrafs representen fonemes únics. La principal excepció és si ⟨l, n(, t)⟩ van precedits de ⟨i⟩; la majoria dels dialectes palatalitzen el so en /ʎ/, /ɲ/ i /c/ encara que no estigui escrit.
⟨h⟩ és silenciós en la majoria de les regions, però es pronuncia a bona part del nord-est, que és la raó principal de la seva existència en l'alfabet basc. Ni tan sols representa trencaments de síl·labes en la resta de dialectes, encara que pot impedir que la palatalització esmentada es produeixi en algunes paraules, per exemple la ⟨n⟩ a Ainhoa.

## Dígrafs
Hi ha diversos dígrafs (lletres successives que s'utilitzen per representar un sol so):
⟨dd⟩ /ɟ/, ⟨ll⟩ /ʎ/, ⟨RR⟩ /r/, ⟨ts⟩ /t͡s̺/, ⟨tt⟩ /c/, ⟨tx⟩ /t͡ʃ/, ⟨tz⟩ t͡s̻

## Història
Durant la major part de la seva història, els escriptors bascos van utilitzar les convencions de les llengües romàniques com el castellà o el francès. Així, el llibre de Pedro Agerre de 1643 es titulava Guero corresponent al gero modern ("Després") i el lema del segle xviii Irurac bat seria Hirurak bat ("Els tres com un"). A finals del segle xix el polític nacionalista Sabino Arana va proposar diversos canvis, incloent noves lletres com ⟨ĺ⟩ i ⟨ŕ⟩ que no s'acceptaven a l'ortografia estàndard.
El basc estàndard actual es va desenvolupar a la segona meitat del segle XX i ha estat establert per normes de l'Euskaltzaindia (l'Acadèmia de la Llengua Basca). Pel que fa a l'alfabet, les principals crítiques dels tradicionalistes biscaïns i guipuscoans van dirigir-se a la ⟨h⟩, ja que l'ortografia regida per l'Euskaltzaindia l'emprava amb diverses paraules que aquells tradicionalistes escrivien sense aquesta lletra, que era muda tant a Biscaia com a Guipúscoa, mentre que es pronunciava en tots els dialectes bascs fa uns segles i encara es pronuncia a bona part del nord-est. D'altra banda, els bascoparlants del nord-est havien d'aprendre a escriure diverses paraules amb menys o cap lletra ⟨h⟩, perquè normalment una ⟨h⟩ utilitzada en la seva tradició no s'incorporava a l'ortografia basca estàndard. Aquests canvis de les diverses tradicions al basc estàndard modern van ser proposats i acceptats per les joves generacions d'escriptors bascos, de manera que la polèmica sobre ⟨h⟩ es va esvair a mesura que morien les velles generacions.

## Freqüència de les lletres
En una mostra de 6.692 lletres, la lletra més comuna en basc és ⟨a⟩ i la menys comuna és ⟨v⟩ (tot i que ⟨w, y, q⟩ no apareixien en absolut al text mostrat).